# Lieven Santens
Lieven Santens (Oudenaarde, 22 oktober 1933 – Ronse, 4 januari 2015) was een Belgisch ondernemer en politicus voor de CVP.

## Levensloop
Santens werd geboren binnen een familie van textiel-industriëlen die actief was in de Oost-Vlaamse stad Oudenaarde.  Hij werd gemeenteraadslid in Oudenaarde begin 1977, vervolgens schepen van 1978 tot eind 1988 en ten slotte burgemeester van 1989 tot 2000. Daarmee trad hij in het voetspoor van zijn oom Maurice Santens die er burgemeester was van 1951 tot 1968. Het was diens vader Joannes Baptiste Santens de in 1913 het gelijknamig textielbedrijf stichtte. Lieven Santens was stichter van en drijvende kracht achter de Royal Golf Club Oudenaarde.